# Liste der Kulturdenkmale in Groß Quenstedt
In der Liste der Kulturdenkmale in Groß Quenstedt sind alle Kulturdenkmale der Gemeinde Groß Quenstedt (Landkreis Harz) und ihrer Ortsteile aufgelistet. Grundlage ist das Denkmalverzeichnis des Landes Sachsen-Anhalt, das auf Basis des Denkmalschutzgesetzes des Landes Sachsen-Anhalt vom 21. Oktober 1991 durch das Landesamt für Denkmalpflege und Archäologie Sachsen-Anhalt erstellt und seither laufend ergänzt wurde (Stand: 31. Dezember 2022).

## Kulturdenkmale Groß Quenstedt
| Lage                                                              | Bezeichnung                   | Beschreibung | Erfassungs- nummer | Ausweisungsart                              | Bild           |
| ----------------------------------------------------------------- | ----------------------------- | --- | ------------------ | ------------------------------------------- | -------------- |
| Am Anger 5 (Karte)                                                | Tagelöhnerhaus                | | 094 00523          | Baudenkmal                                  | BW             |
| Am Assebach 1–3 (Karte)                                           | Schienenanlage                | Die Schienenanlage befindet sich vor den Grundstücken 1-3. | 094 00514          | Baudenkmal                                  | Weitere Bilder |
| Am Assebach 2 (Karte)                                             | Bauernhaus                    | | 094 00512          | Baudenkmal                                  | Bauernhaus     |
| Hauptstraße 3 (Karte)                                             | Bauernhaus                    | | 094 00524          | Baudenkmal                                  | Bauernhaus     |
| Halberstädter Straße 12 (Karte)                                   | Villa                         | | 094 00513          | Baudenkmal                                  | Weitere Bilder |
| Hauptstraße 12 (Karte)                                            | Scheune                       | | 094 00525          | Baudenkmal                                  | Weitere Bilder |
| Hauptstraße 24 (Karte)                                            | Bauernhaus                    | | 094 00521          | Baudenkmal                                  | Weitere Bilder |
| Hauptstraße 65 (Karte)                                            | Gasthof                       | Gasthof „Schwarzer Adler“ | 094 00517          | Baudenkmal                                  | Weitere Bilder |
| Hauptstraße 78 (Karte)                                            | Bauernhaus                    | | 094 00519          | Baudenkmal                                  | Weitere Bilder |
| Kirchstraße 2 (Karte)                                             | Pfarrhaus                     | | 094 00527          | Baudenkmal                                  | Weitere Bilder |
| Kirchstraße 4 (Karte)                                             | Schule                        | | 094 00518          | Baudenkmal                                  | Weitere Bilder |
| Kirchstraße 9 (Karte)                                             | Toranlage                     | | 094 00526          | Baudenkmal                                  | Weitere Bilder |
| Kirchstraße 1, 2, 3, 4, 9, 10, 10, 11, 12, 18, 19, 65, 66 (Karte) | Straßenzug                    | | 094 02647          | Denkmalbereich                              | Weitere Bilder |
| Kurze Straße 1 (Karte)                                            | Bauernhaus                    | | 094 00520          | Baudenkmal                                  | Weitere Bilder |
| Rosenwinkel 4 (Karte)                                             | Bauernhaus                    | | 094 00522          | Baudenkmal                                  | Weitere Bilder |
| Westend 15 (Karte)                                                | Bauernhaus                    | | 094 00515          | Baudenkmal                                  | Weitere Bilder |
| Zwischen Schulweg und Kirchstraße (Karte)                         | Anger                         | | 094 00530          | Denkmalbereich                              | Weitere Bilder |
| Am Friedhof (Karte)                                               | Friedhof                      | | 094 00516          | Baudenkmal                                  | Weitere Bilder |
| Kirchweg, nordöstlich außerhalb des Dorfes (Karte)                | Kirche und Kriegerdenkmal     | Kirche Die Kirche St. Laurentius befindet sich nordöstlich des Ortes, außerhalb des Dorfes. Im Ursprung ist es eine romanische Kirche. Der Saalbau mit Westturm ist im Laufe der Zeit vielfach verändert worden. Im Inneren befindet sich ein Altaraufsatz aus der ersten Hälfte des 17. Jahrhunderts. Aus der gleichen Zeit stammt die Kanzel. Die Sandsteintaufe stammt aus dem Jahr 1581 und hat eine achteckige Form. | 094 00528          | Baudenkmal                                  | Weitere Bilder |
| Kirchhof von St. Laurentius                                       | Kriegerdenkmal Groß Quenstedt | Kriegerdenkmal | 094 00528 001      | Teilobjekt eines Baudenkmals - Kleindenkmal |                |

## Legende
In den Spalten befinden sich folgende Informationen:
- Lage: Nennt den Straßennamen und wenn vorhanden die Hausnummer des Kulturdenkmals. Die Grundsortierung der Liste erfolgt nach dieser Adresse. Der Link „Karte“ führt zu verschiedenen Kartendarstellungen und nennt die geographischen Koordinaten.
Link zu einem Kartenansichtstool, um Koordinaten zu setzen. In der Kartenansicht sind Baudenkmale ohne Koordinaten mit einem roten bzw. orangen Marker dargestellt und können in der Karte gesetzt werden. Baudenkmale ohne Bild sind mit einem blauen bzw. roten Marker gekennzeichnet, Baudenkmale mit Bild mit einem grünen bzw. orangen Marker.
- Offizielle Bezeichnung: Nennt den Namen, die Bezeichnung oder zumindest die Art des Kulturdenkmals und verlinkt, soweit vorhanden, auf den Artikel zum Objekt.
- Beschreibung: Nennt bauliche und geschichtliche Einzelheiten des Kulturdenkmals, vorzugsweise die Denkmaleigenschaften.
- Erfassungsnummer: Für jedes Kulturdenkmal wird in Sachsen-Anhalt eine 20stellige Erfassungsnummer vergeben. Die letzten zwölf Ziffern werden für die Untergliederung nach Teilobjekten genutzt und werden nur angegeben, soweit vergeben. In dieser Spalte kann sich folgendes Icon  befinden, dies führt zu Angaben zu diesem Baudenkmal bei Wikidata.
- Ausweisungsart: Die Einordnung des Denkmales nach § 2 Abs. 2 DenkmSchG LSA
- Bild: Ein Bild des Denkmales, und gegebenenfalls einen Link zu weiteren Fotos des Kulturdenkmals im Medienarchiv Wikimedia Commons. Wenn man auf das Kamerasymbol klickt, können Fotos zu Kulturdenkmalen aus dieser Liste hochgeladen werden: